# Ngo
Ngo – miasto we wschodnim Kongu, w departamencie Plateaux. Według danych na rok 2007 liczyło 10 121 mieszkańców.